# Doumeira-eilanden
De Doumeira-eilanden zijn een groep eilanden van Djibouti gelegen in de Rode Zee bestaande uit Doumeira en het kleinere Kallîda, 250 meter ten oosten van Doumeira. Het ligt in de buurt van Bab el Mandeb.

## Geschiedenis
In 1900 werd bepaald dat de grens van Eritrea (toen van Italië) en Djibouti (toen van Frankrijk) bij Kaap Doumeira zou liggen, en de eilanden dus in handen van Frankrijk kwamen.
Op 7 januari 1935 werd er bij een Frans-Italiaanse overeenkomst besloten dat delen van Frans-Somaliland (huidig Djibouti) aan Italië (huidig Eritrea) werden gegeven. Het is onduidelijk of de Doumeira-eilanden hiermee ook aan Italië werden gegeven.
In april 1996 ontstond er een conflict tussen Eritrea en Djibouti. Djibouti beschuldigde Eritrea voor beschietingen op de Doumeira-eilanden.